# Сайт рестрикции
Сайт рестрикции (участок узнавания) — короткая последовательность нуклеотидов в молекуле ДНК, которая распознаётся ферментом эндонуклеазой рестрикции-модификации (рестриктазой). Рестриктаза связывается с молекулой ДНК в точке расположения сайта рестрикции и перерезает цепочку нуклеотидов внутри сайта или в непосредственной близости от него.
Ферменты рестрикции выработаны бактериями в процессе эволюции с целью разрушения чужеродной ДНК, способной проникнуть внутрь клетки и вызвать её трансформацию. Размер сайта рестрикции различных рестриктаз составляет, как правило, 4-6 нуклеотидов. Количество оснований в сайте накладывает прямой отпечаток на его частоту в геноме. (можно подсчитать исходя из предположения о равенстве частоты встреч азотистых оснований) Сайты обычно палиндромичны, то есть читаются одинаково с обеих сторон, или содержат инвертированные повторы. Сайты рестрикции в ДНК самой бактерии замаскированы посредством метилирования остатков А и С. Это осуществляет ДНК-метилтрансфераза -  модифицирующая часть комплекса рестрикции-модификации.
Например, фермент рестрикции EcoRI  распознаёт последовательность GAATTC с инвертированным повтором и перерезает цепочку между нуклеотидами G и A, оставляя на концах перекрывающиеся участки AATT.
Всего у бактерий различных видов найдено несколько сотен ферментов рестрикции. Ниже на рисунках приведены сайты рестрикции и линии разреза цепочки нуклеотидов для нескольких известных рестриктаз.
Сайты рестрикции важны для упрощения внедрения целевых генов в различные конструкции, такие как плазмиды. Характерной чертой использующихся в генетической инженерии плазмид является наличие полилинкера - короткого сегмента с множественными (около 20) различными сайтами рестрикции.